# Paederota bonarota
Bonarota comune (nome scientifico Paederota bonarota L., 1762) è una pianta erbacea perenne appartenente alla famiglia delle Plantaginaceae.

## Etimologia
Il nome generico (Paederota) deriva dagli scritti di Gaio Plinio Secondo (Como, 23 – Stabiae, 25 agosto 79]), scrittore, ammiraglio e naturalista romano, uno dei nomi che anticamente si attribuivano all'acanto. Il termine è formato da due parole greche: pais - paidos (= bambino) e eros (= amore, piacere). Il nome faceva riferimento alla proprietà della pianta di acanto di sbiancare e pulire la faccia; nel trasferire il termine alle piante di questa voce probabilmente si è fatto riferimento all'eleganza e disposizione dei fiori, perdendo così il significato originale. L'epiteto specifico (bonarota) può essere stato dato in onore di Michelangelo Buonarroti (1475-1564), artista fiorentino, nel cui giardino fu trovata la Tulipa bonarotiana ora chiamata Tulipa gesneriana, oppure in ricordo di Buonarota, senatore fiorentino.
Il nome scientifico della specie è stato definito da Linneo (1707 – 1778), conosciuto anche come Carl von Linné, biologo e scrittore svedese considerato il padre della moderna classificazione scientifica degli organismi viventi, nella pubblicazione "Species Plantarum - 2. 1: 20" del 1762.

## Descrizione

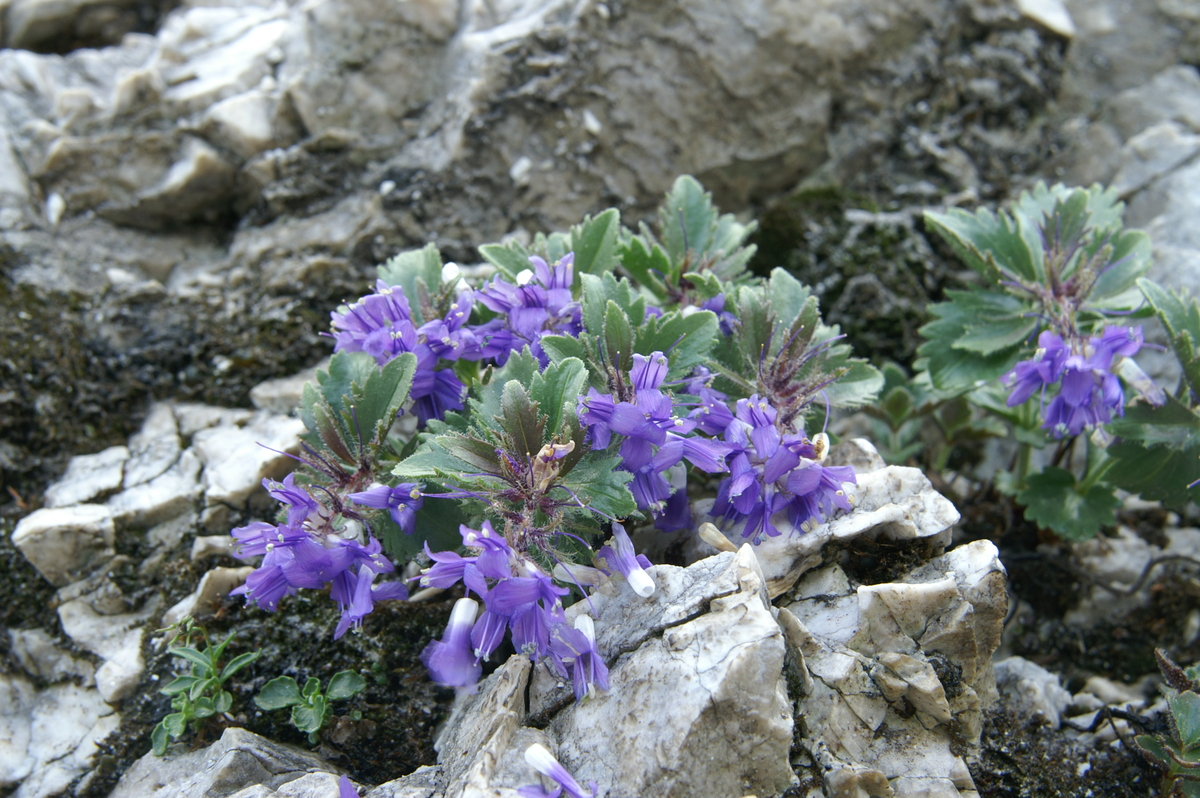
Il portamento

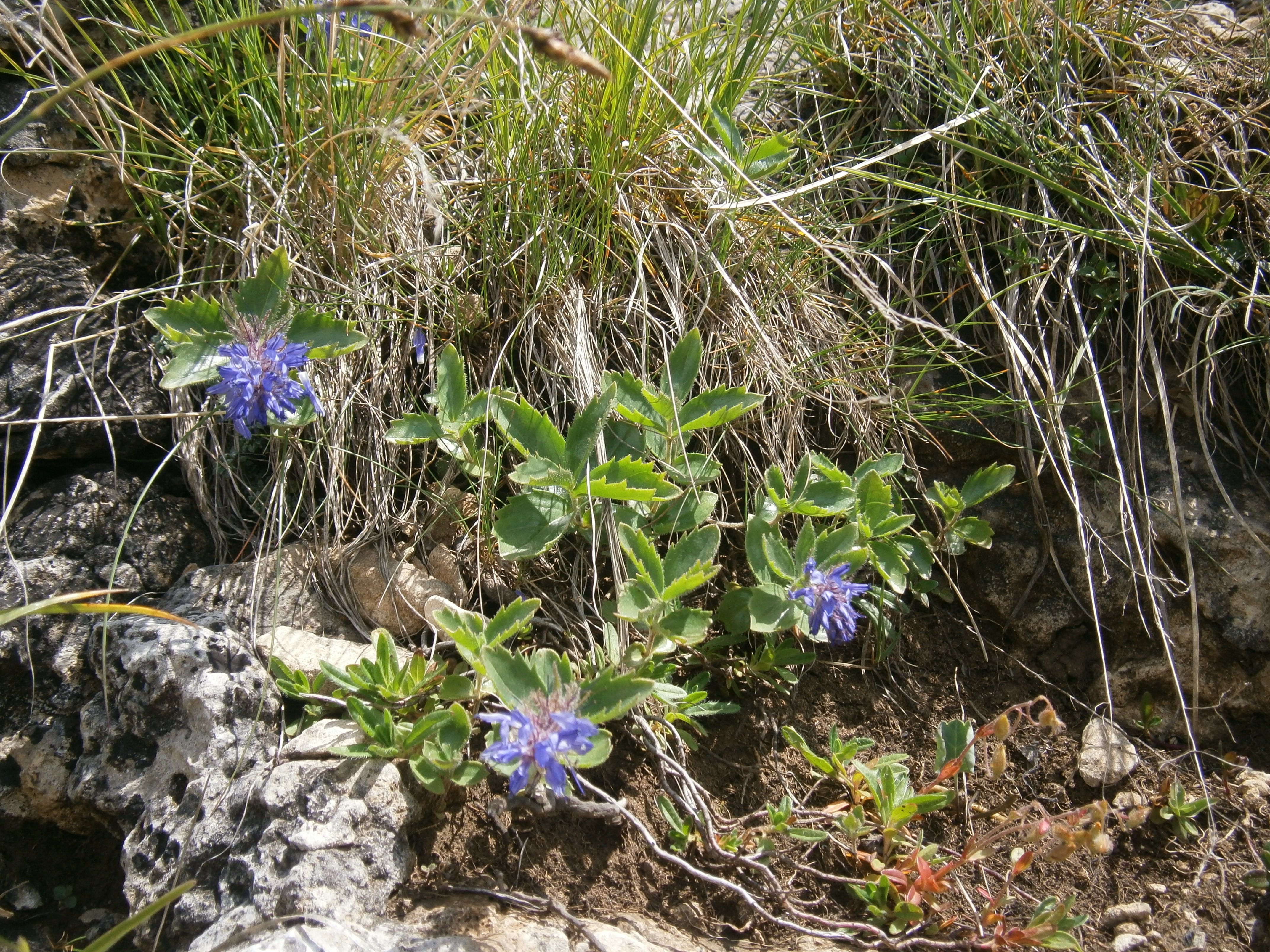
Le foglie

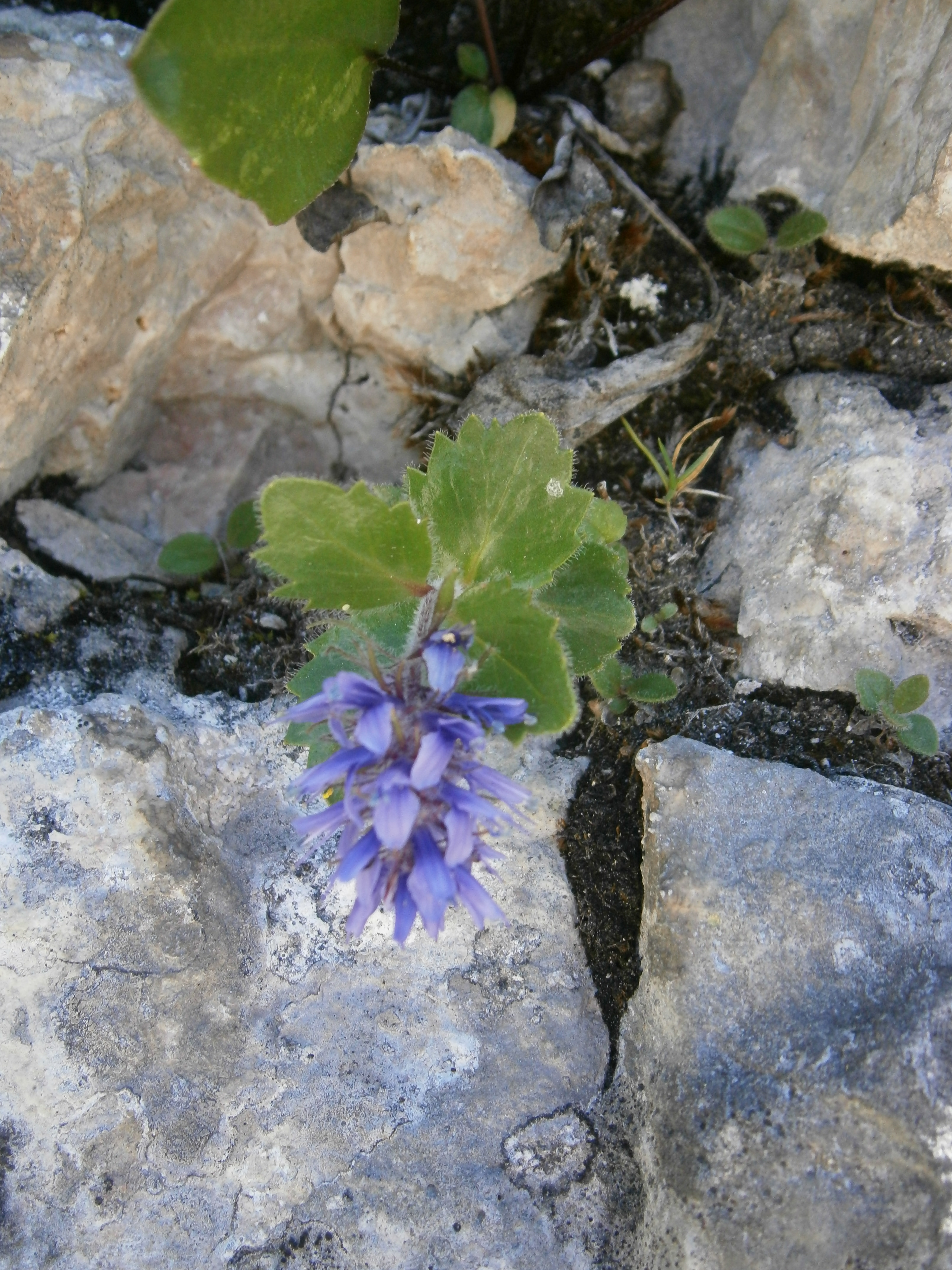
Infiorescenza

L'altezza di questa pianta varia tra 5 e 15 cm. La forma biologica è emicriptofita scaposa (H scap), ossia in generale sono piante erbacee, a ciclo biologico perenne, con gemme svernanti al livello del suolo e protette dalla lettiera o dalla neve e sono dotate di un asse fiorale eretto e spesso privo di foglie.

### Radici
Le radici sono secondarie da rizoma.

### Fusto
La parte aerea del fusto è semplice (non ramificata), ascendente o eretta. La base può essere legnosetta.

### Foglie
Le foglie lungo il caule sono disposte in modo opposto, sono subsessili e con la lamina a forma ovato-arrotondata con apice ottuso. I bordi sono grossolanamente dentati (al massimo 9 denti per lato). La superficie delle foglie è sparsamente pelosa con peli (non ghiandolari) lunghi e robusti. La colorazione è verde scuro lucido. La consistenza è un po' coriacea. Dimensione delle foglie: larghezza 1 - 1,5 cm; lunghezza 1,5 - 2,5 cm.

### Infiorescenza
Le infiorescenze sono dei racemi ovali o subsferici. Inizialmente le infiorescenze sono un po' pendule; mentre alla fruttificazione sono erette. Sono presenti delle brattee lunghe come il calice e cigliate lungamente (le ciglia non sono ghiandolari). La disposizione delle brattee è alternata. I fiori sono subsessili e sono lunghi 8 – 13 mm.

### Fiore
I fiori sono ermafroditi, più o meno attinomorfi e tetraciclici (composti da 4 verticilli: calice – corolla – androceo – gineceo), pentameri (calice e corolla divisi in cinque parti).
- Formula fiorale:

X o * K (4-5), [C (4) o (2+3), A 2+2 o 2], G (2), capsula.
- Calice: il calice campanulato, gamosepalo e più o meno attinomorfo, è profondamente diviso in 5 lacinie con forme lineari-lesiniformi, con apice acuto, superficie glabra o con alcune ciglia (sono lunghe come le brattee). Le lacinie adassiali sono più piccole delle altre.
- Corolla: la corolla è gamopetala e debolmente zigomorfa con forme tubolari (il tubo è cilindrico fino a metà corolla) e terminante in due-quattro-cinque lobi o lacinie bilabiate. Il labbro superiore è formato da una singola lacinia allargata (può essere più o meno bipartita). Quello inferiore è formato generalmente da tre lacinie minori. Il colore della corolla è blu-violetto scuro (raramente può essere purpureo).
- Androceo: gli stami sono due lunghi e sono appena sporgenti dal tubo corollino. I filamenti sono adnati alla corolla. Le antere hanno due teche più o meno separate, uguali con forme arrotondate.
- Gineceo: il gineceo è bicarpellare (sincarpico - formato dall'unione di due carpelli connati). L'ovario (biloculare) è supero con forme ovoidi non compresse. Gli ovuli per loculo sono da numerosi a pochi (4 per loculo), hanno un solo tegumento e sono tenuinucellati (con la nocella, stadio primordiale dell'ovulo, ridotta a poche cellule).[9] Lo stilo con stigma capitato è lievemente sporgente dalla corolla. Il disco nettarifero è presente nella parte inferiore della corolla (sotto l'ovario).
- Fioritura: da luglio a agosto.

### Frutti
Il frutto è del tipo a capsula con 4 valve (per la deiscenza setticida dei semi) allungata e pelosa. I semi sono numerosi, finemente reticolati.

## Riproduzione
- Impollinazione: l'impollinazione avviene tramite insetti (impollinazione entomogama).
- Riproduzione: la fecondazione avviene fondamentalmente tramite l'impollinazione dei fiori (vedi sopra).
- Dispersione: i semi cadendo a terra (dopo essere stati trasportati per alcuni metri dal vento – disseminazione anemocora) sono successivamente dispersi soprattutto da insetti tipo formiche (disseminazione mirmecoria).

## Distribuzione e habitat

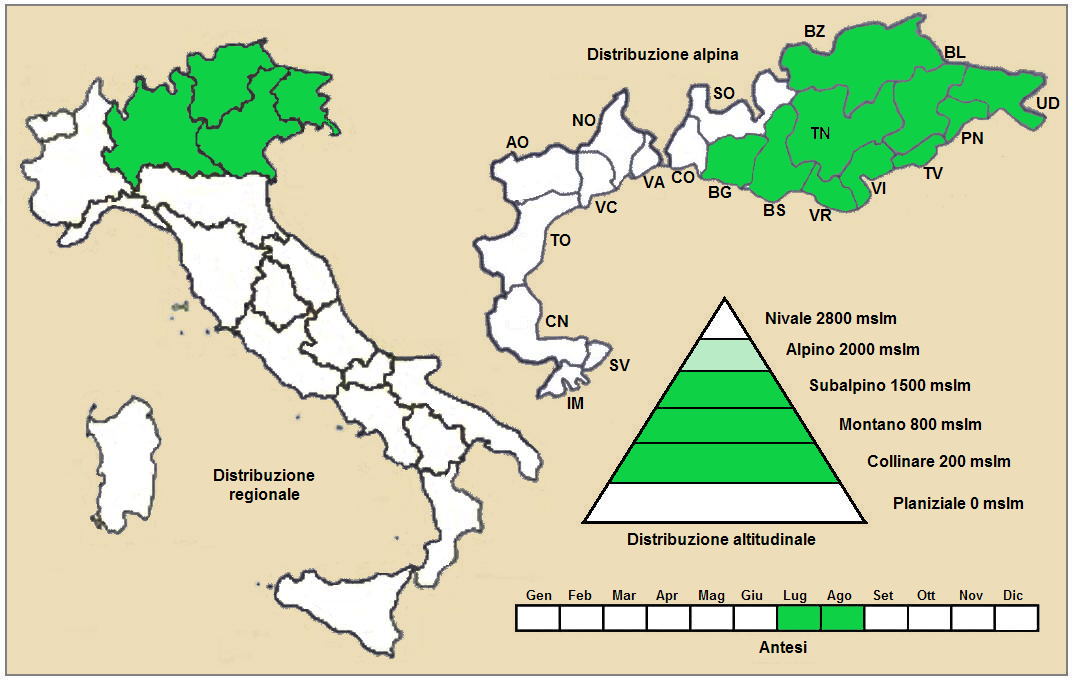
Distribuzione della pianta
(Distribuzione regionale – Distribuzione alpina)

- Geoelemento: il tipo corologico (area di origine) è Endemico (Sud Est Alpico).
- Distribuzione: in Italia è una specie comune e si trova nel Nord-Est (aree alpine). Fuori dall'Italia, sempre nelle Alpi, questa specie si trova in Austria (Länder del Tirolo Orientale, Salisburgo e Carinzia) e in Slovenia.[11]
- Habitat: l'habitat tipico per questa pianta sono le pareti e le fessure tra le rocce; ma anche i detriti rocciosi. Il substrato preferito è calcareo con pH basico, bassi valori nutrizionali del terreno che deve essere secco.
- Distribuzione altitudinale: sui rilievi queste piante si possono trovare da 1.500 fino a 2.600 m s.l.m. (a volte verso il piano scende fino a 300 m s.l.m.); frequentano quindi i seguenti piani vegetazionali: collinare, montano, subalpino e parzialmente quello alpino.

### Fitosociologia

#### Areale alpino
Dal punto di vista fitosociologico alpino Paederota bonarota appartiene alla seguente comunità vegetale:
- Formazione: delle comunità delle fessure, delle rupi e dei ghiaioni

- Classe: Asplenietea trichomanis

- Ordine: Potentilletalia caulescentis

- Alleanza: Potentillion caulescentis

#### Areale italiano
Per l'areale completo italiano Paederota bonarota appartiene alla seguente comunità vegetale:
- Macrotipologia: vegetazione casmofitica, glareicola ed epifitica

- Classe: Asplenietea trichomanis (Br.-Bl. in Meier & Br.-Bl. 1934) Oberdorfer, 1977

- Ordine: Potentilletalia caulescentis Br.-Bl. in Br.-Bl. & Jenny, 1926

- Alleanza: Phyteumato-saxifragion petraeae Mucina & Theurillant in Mucina et al., 2013

Descrizione: l'alleanza Phyteumato-saxifragion petraeae è relativa alle comunità eliofile, xerofile e mesofile, nelle zone da collinari ad alpine delle Alpi centro-orientali. Queste comunità si riscontrano nelle fessure e negli anfratti delle pareti rocciose di tipo carbonatico esposte al sole. La distribuzione di questa alleanza (relativa alle Alpi meridionali centro-orientali), in Italia, si riscontra nelle seguenti regioni: Lombardia, Veneto, Trentino-Alto Adige e Friuli-Venezia Giulia.
Alcune specie presenti nell'associazione: Androsace hausmannii, Androsace helvetica, Arenaria huteri, Asplenium seelosii, Primula tyrolensis, Saxifraga mutata, Saxifraga petraea, Saxifraga tombeanensis, Spiraea decumbens, Campanula petraea, Daphne petraea, Draba tomentosa, Minuartia cherlerioides, Paederota lutea, Bupleurum petraeum, Campanula morettiana, Potentilla nitida.

## Tassonomia
La famiglia di appartenenza (Plantaginaceae) è relativamente numerosa con un centinaio di generi. La classificazione tassonomica di Paederota bonarota è in via di definizione in quanto fino a poco tempo fa il suo genere apparteneva alla famiglia delle Scrophulariaceae (secondo la classificazione ormai classica di Cronquist), mentre ora con i nuovi sistemi di classificazione filogenetica (classificazione APG) è stata assegnata alla famiglia delle Plantaginaceae; anche i livelli superiori sono cambiati (vedi il box tassonomico iniziale). Questa pianta appartiene alla sottotribù Veroniciinae (tribù Veroniceae e sottofamiglia Digitalidoideae).

### Filogenesi
Alcune checklist assegnano questa specie al genere Veronica (Veronica bonarota L.); ma diverse ricerche sia di tipo filogenetico sul DNA che biochimico dimostrano l'estraneità del genere Veronica nei confronti di questa specie.

### Variabilità
Questa specie è variabile. I caratteri soggetti a variabilità sono soprattutto le foglie e la corolla (l'apice bilabiato può essere variamente frammentato).

### Ibridi
L'areale di questa specie è spesso in comune con l'altra specie del genere Paederota (Paederota lutea Scop.). Insieme possono formare degli ibridi indicati con Paederota x churchilli Hunter. di aspetto intermedio (la corolla è colorata di viola pallido o roseo e il calice possiede dei lunghi peli ghiandolari).

## Altre notizie
La bonarota comune in altre lingue è chiamata nei seguenti modi:
- (DE)  Buonarota-Ehrenpreis, Blaues-Mänderle
- (FR)  Véronique de Buonarota